# Hôtel de ville de Soissons
L'hôtel de Ville de Soissons a été construit de 1774 à 1776. Il est inscrit aux monuments historiques depuis le 26 janvier 2007.

## Historique
L'actuel hôtel de ville de Soissons est l'ancien hôtel de l'Intendance construit de 1774 à 1776 par l'architecte Jean-François Advyné.

## Caractéristiques
Le bâtiment été construit en pierre selon un plan en U. La salle à manger avec vases en plomb et ouvrages en marbre, le grand salon, le grand escalier, le poêle de l'antichambre, les volets intérieurs, les caves voûtées sont protégés au titre des monuments historiques :  inscription par arrêté du 26 janvier 2007.

## Galerie de photographies

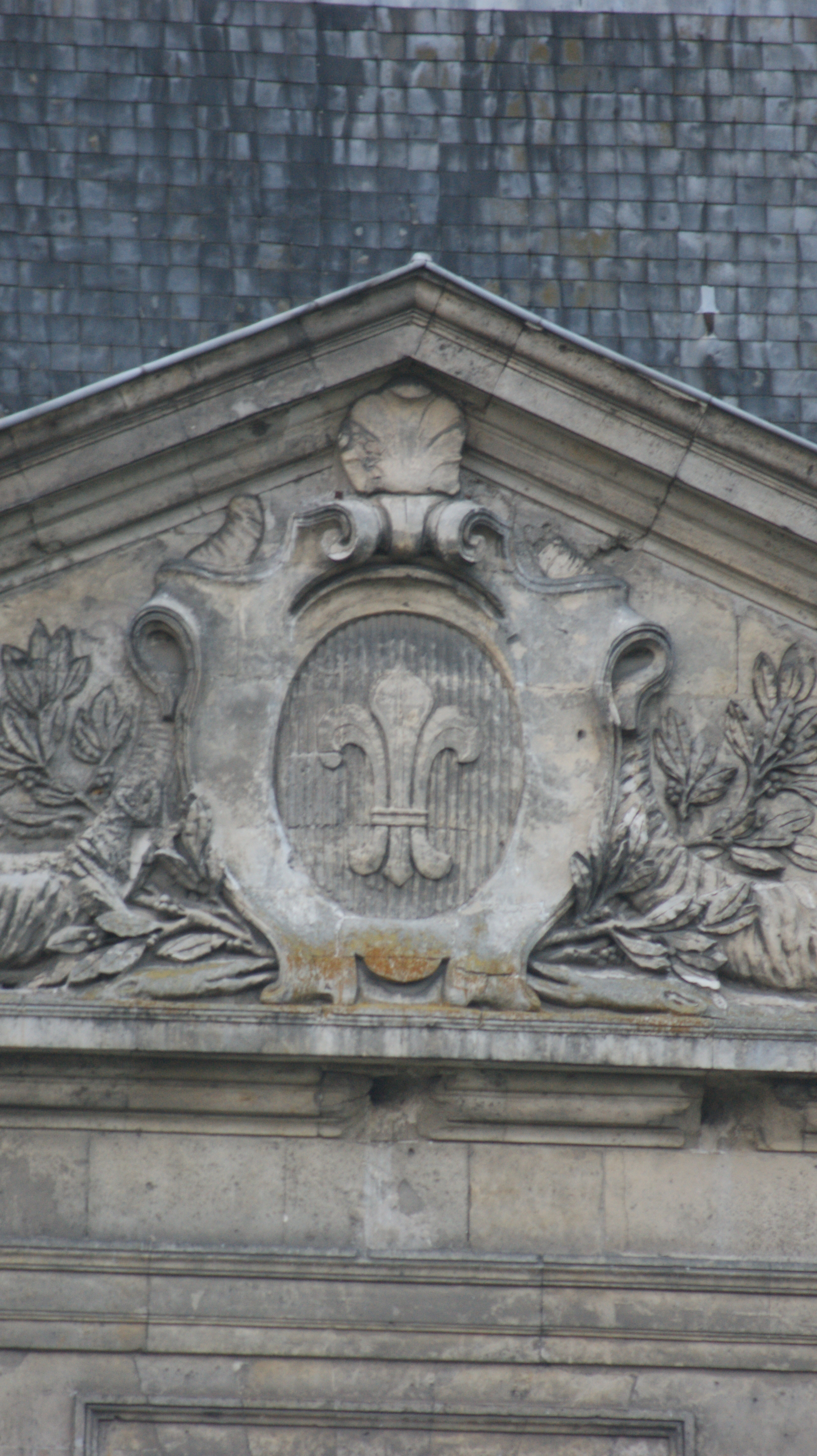
Blason présent sur le fronton de la façade arrière de l'hôtel de ville de Soissons.
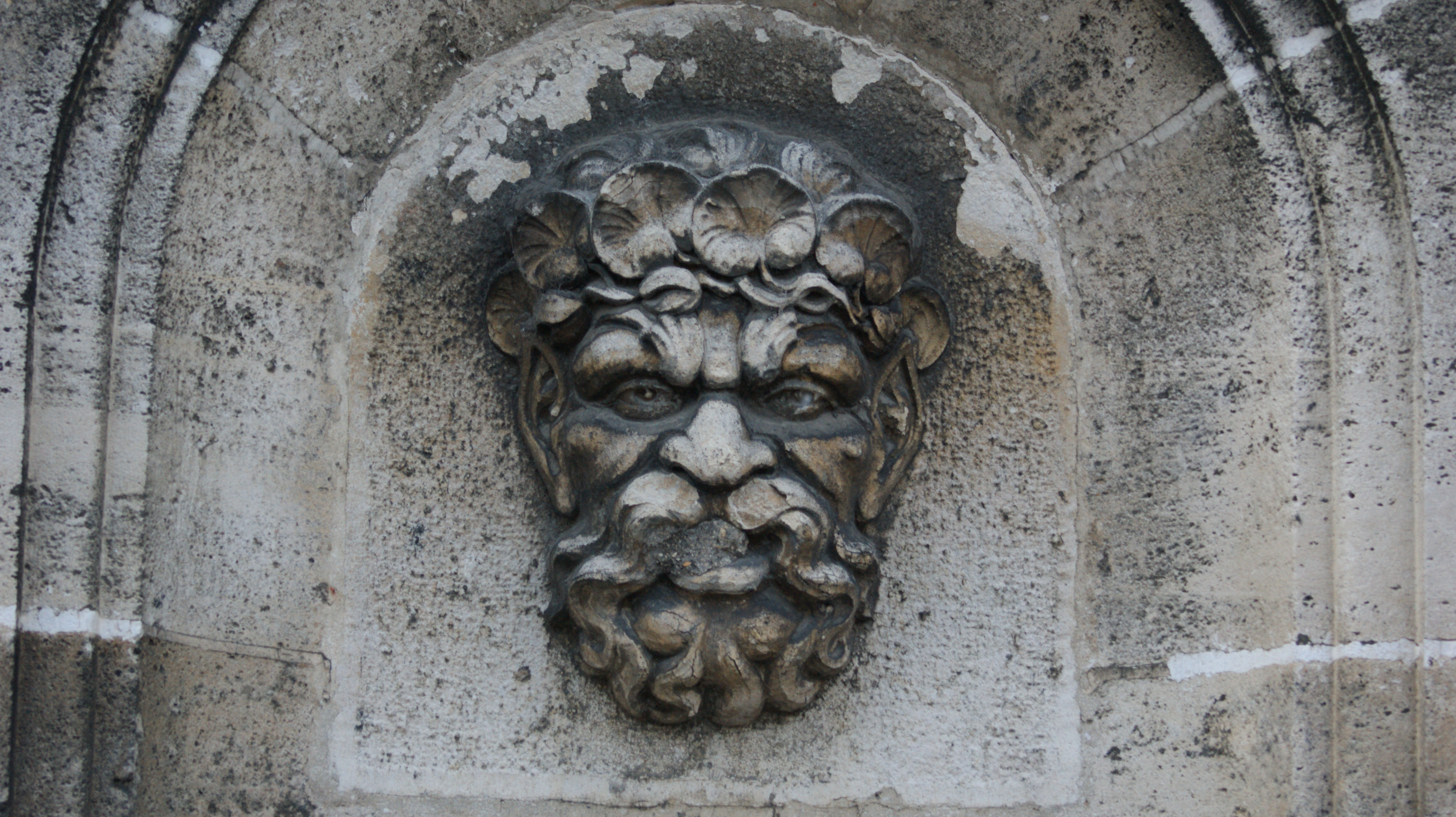
Fontaine intégrée au mur extérieur de l'hôtel de ville de Soissons.
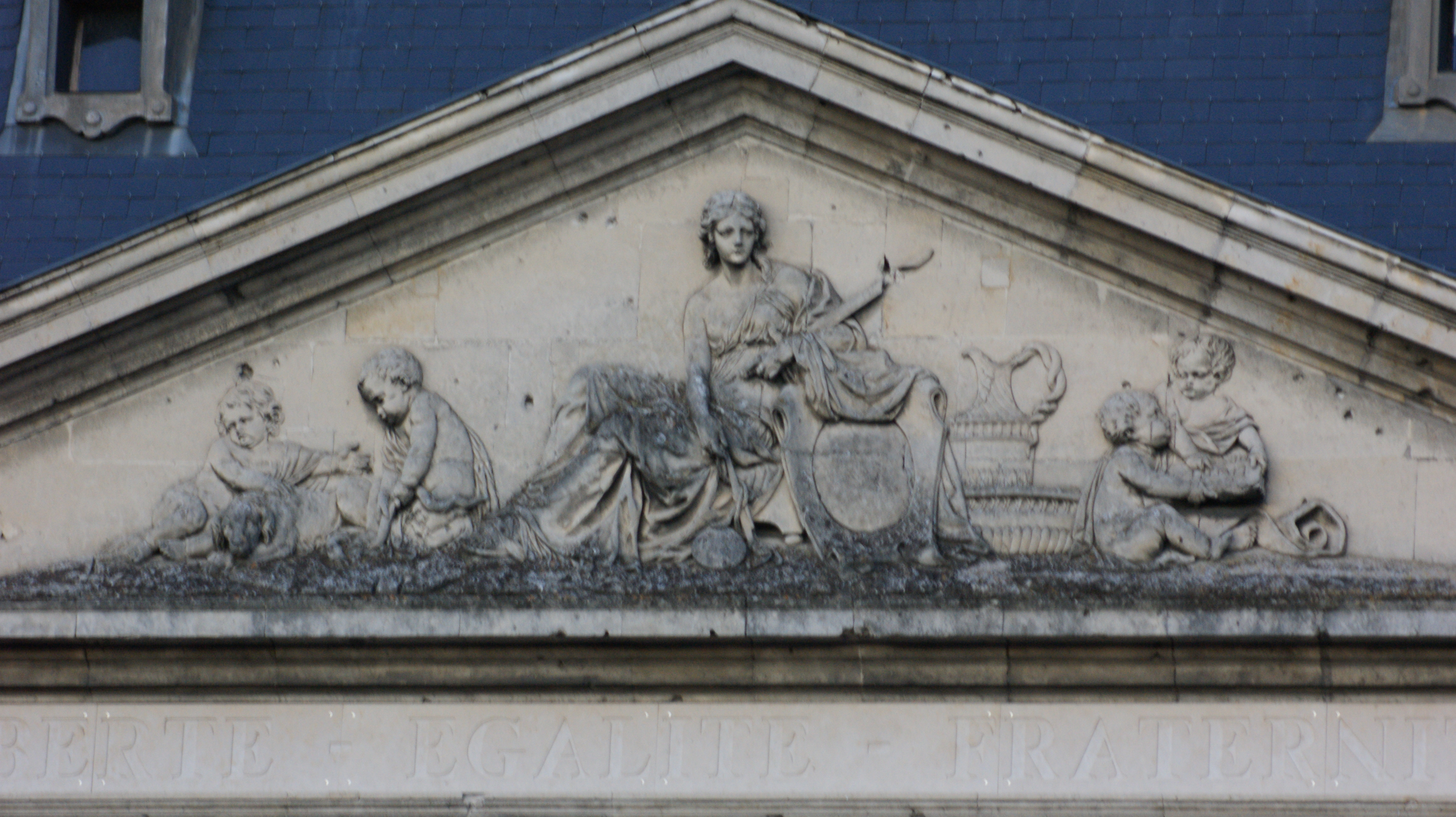
Fronton de la façade avant de l'hôtel de ville de Soissons.
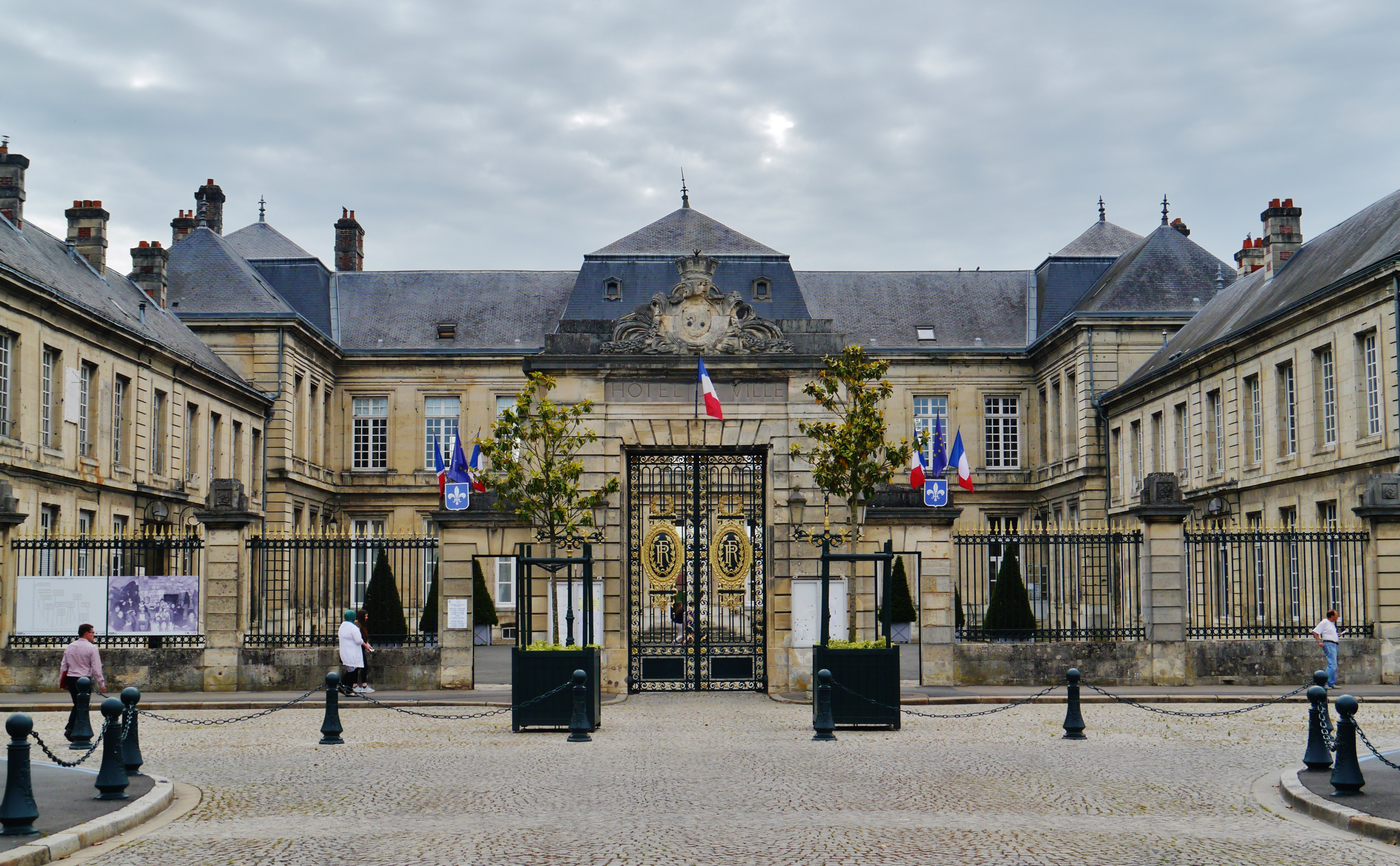